# Symon Semeonis
Symon Semeonis, även kallad Simon FitzSimon eller Simon FitzSimmons, var en irländsk franciskanmunk, författare och pilgrimsfarare aktiv på 1300-talet.
Semeonis föddes på Irland. Han är författare till Itinerarium Symonis Semeonis ab Hybernia ad Terram Sanctam. 1323 åkte han och hans följeslagare, Hugo Illuminator, på en pilgrimsfärd från Clonmel i Irland till Jerusalem. I sina anteckningar beskriver han sina erfarenheter och möten under resan.
Symon Semeonis nedtecknade troligen den tidigaste levnadsbeskrivningen av romer i Europa på ön Kreta i staden Heraklion år 1322.